# Beanie Feldstein
Beanie Feldstein, född 24 juni 1993 i Los Angeles, är en amerikansk skådespelare.
Feldstein har bland annat medverkat i TV-serien What We Do in the Shadows från 2019. Hon har även medverkat i filmerna Booksmart från 2019 och Drive-Away Dolls från 2023.

## Filmografi (i urval)
- 2017 – Lady Bird
- 2019 – What We Do in the Shadows (TV-serie)
- 2019 – Booksmart
- 2019 – American Crime Story (TV-serie)
- 2023 – Drive-Away Dolls